# Weißohr-Laubenvogel
Der Weißohr-Laubenvogel (Ailuroedus buccoides) ist eine Art aus der Familie der Laubenvögel (Ptilonorhynchidae) und ein Vertreter der Avifauna Neuguineas. Im Vergleich zu den in Australien vorkommenden Arten wie Seidenlaubenvogel, Säulengärtner oder dem nah verwandten Schwarzohr-Laubenvogel ist diese Art der Laubenvögel auf Grund des Verbreitungsgebietes wenig erforscht.
Der Weißohr-Laubenvogel ist mit einer Körperlänge von bis zu 25 Zentimeter einer der kleineren Vertreter in der Familie der Laubenvögel. Er zählt zu den Arten, zu deren Balzverhalten kein Bau einer Laube durch das Männchen gehört. Sie sind monogam und gehen eine mehrjährige Paarbindung ein. Beide Geschlechter verteidigen ganzjährig ein Revier. Es werden in dem großen Verbreitungsgebietes vier Unterarten für diese Art unterschieden.
Weißohr-Laubenvögel sind sehr langlebig und brauchen mehrere Jahre, bis sie ihre Geschlechtsreife erreicht haben.

## Merkmale

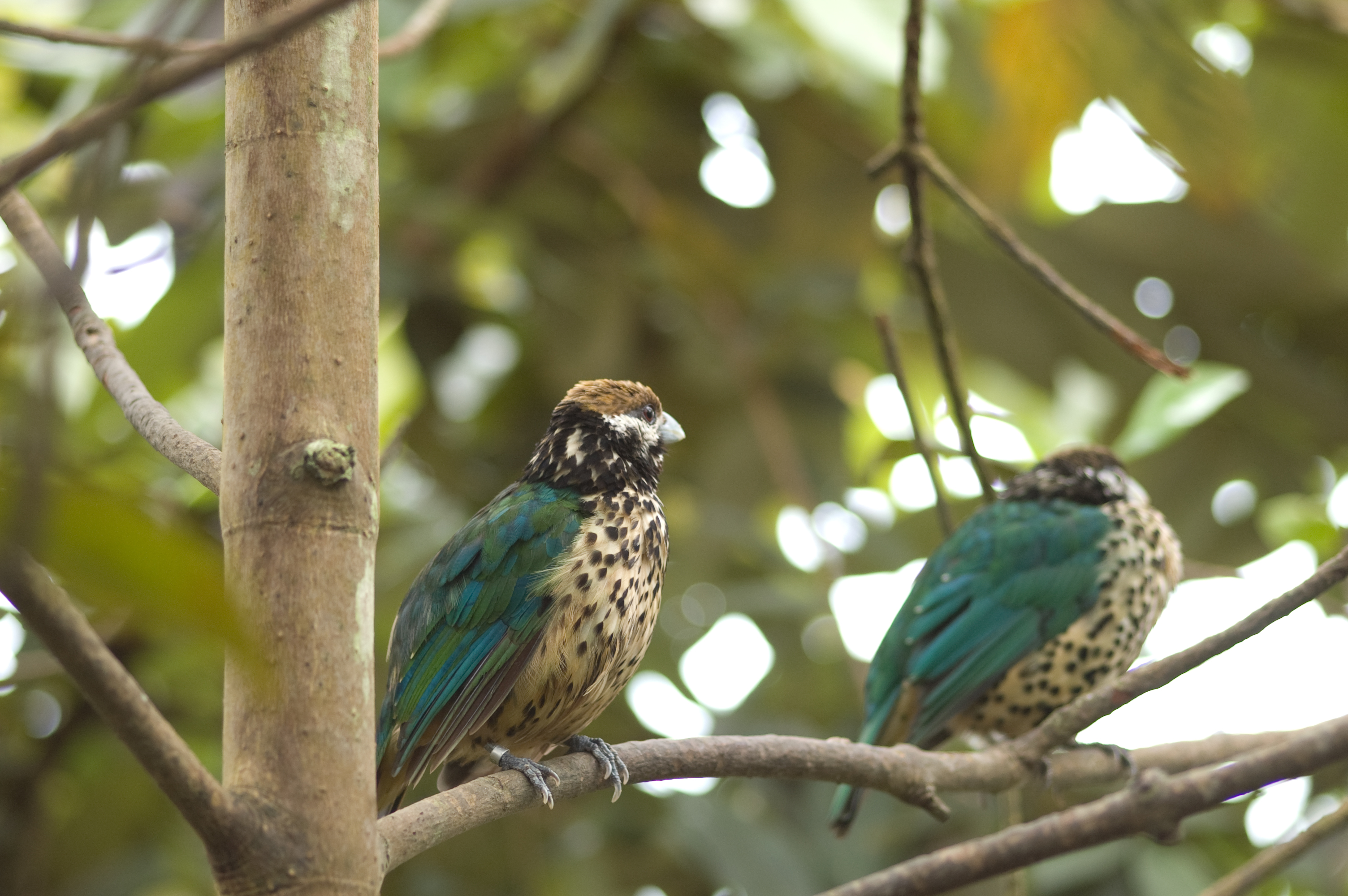
Weißohrlaubenvögel

Die Nominatform der Weißohr-Laubenvögel erreicht eine Körperlänge von bis zu 25 Zentimeter, wovon bei den Männchen 8,3 bis 9,9 Zentimeter auf den Schwanz entfallen. Die mit einer Körperlänge von bis zu 24 Zentimeter fast gleich groß werdenden Weibchen haben ein Schwanzgefieder mit einer Länge zwischen 7,8 und 9,4 Zentimeter. Die Schnabellänge beträgt 2,7 bis 3,4 Zentimeter, wobei bei Weibchen die Schnäbel maximal 3,2 Zentimeter lang werden.  Die Männchen  wiegen zwischen 110 und 172 Gramm, die Weibchen zwischen 100 und 152 Gramm. Es besteht kein auffälliger Geschlechtsdimorphismus.
Weißohr-Laubenvögel haben einen rotbraunen bis olivbraunen Scheitel, der grünlich überwaschen ist. Die Region unter und hinter dem Auge, die unteren Kopfseiten und die Kehle sind überwiegend weißlich gefiedert. Der obere Nacken ist rötlich-braun mit großen schwarzen Federspitzen, die ein breites getupftes, bei einzelnen Individuen auch gestricheltes, Band bilden. Die Flügel und die Oberschwanzdecken sind grün. Die Außenfahnen der Armschwingen haben jeweils einen großen weißen Fleck am Ende, die Innenfahnen der Armschwingen und Handschwingen sind jeweils dunkelbraun. Auf der Unterseite sind die Flügel gelbbraun, wobei die Unterseite der Handschwingen am dunkelsten ist. Die Steuerfedern sind dunkelbraun. Die Vorderbrust ist weißlich und geht an der unteren Brust in einen isabellfarbenen bis hell ockerfarbenen Ton auf. Auf der gesamten Körperunterseite sind die Federspitzen schwärzlich, so dass ein dichtes Tupfenmuster entsteht. Die Iris ist dunkelrot, der Schnabel ist grau-weißlich und die Beine und Füße sind blaugrau.
Jungvögel gleichen den adulten Vögeln, haben jedoch einen etwas dunkleren Schnabel.

## Verbreitung

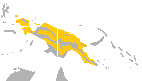
Verbreitungsgebiet des Weißohr-Laubenvogels

Der Weißohr-Laubenvogel besiedelt ausschließlich die Tiefebenen Neuguineas. Er kommt außerdem auf den vor der Küste Neuguineas liegenden Inseln Salawati, Yapen, Batanta und Waigeo vor. Er fehlt in den Tiefebenen des Trans-Fly, wo der Schwarzohr-Laubenvogel vorkommt. Sein Lebensraum sind tropische Regenwälder, er kommt aber auch in Monsunwäldern vor.
Es werden insgesamt vier Unterarten unterschieden:
- A. b. buccoides (Temminck, 1836) – Vorkommen im westlichen Teil von Neuguinea mit den Inseln Waigeo, Batanta, Salawati bis zur Triton Bay. Es gibt individuelle Unterschiede in der Färbung des Scheitels und der Körperoberseite.[6] Bruce Beehler weist darauf hin, dass das Typusexemplar, anhand der Temminck die Art erstmals beschrieb, ungewöhnlich blass gefiedert gewesen sei. Aus diesem Grund inkludiert Beehler die Unterart A. b. cinnamomeus in die Nominatform.[6]
- A. b. geislerorum A. B. Meyer, 1891 – Vorkommen auf der Insel Yapen und im Norden von Neuguinea vom Mamberamo bis zur Collingwood-Bucht.
- A. b. cinnamomeus Mees, 1964 – Vorkommen im Süden von Neuguinea. Das Verbreitungsgebiet erstreckt sich vom Fluss Mimik bis zum Fluss Fly. Bruce Beehler argumentiert, dass die Unterscheidung dieser Unterart nicht gerechtfertigt sei und inkludiert die Vertreter dieser Unterart in die Nominatform. Er weist darauf hin, dass grundsätzlich bei der Nominatform die weiter westlich vorkommenden Populationen blasser und die westlichen dunkler und in besondere am Bürzel dunkel sein und daher die leicht abweichende Färbung von dem Typusexemplar kein ausreichendes Merkmal für die Unterscheidung einer Unterart darstelle.[6]
- A. b. stonii Sharpe, 1876 – Südosten von Neuguinea vom oberen Lauf des Purari bis in die Amazonbucht.

## Nahrung
Der Weißohr-Laubenvogel deckt seinen Nahrungsbedarf überwiegend mit Früchten und Wirbellosen. Früchte von Elaeocarpus und Pfefferbäumen spielen in seiner Ernährung eine besondere Rolle. Seine Nahrung sucht er vom Unterholz bis etwa in den mittleren Baumbereich. Im oberen Kronenbereich von Bäumen ist er nur selten zu sehen. Es gibt bislang keine Belege dafür, dass er auch Samen frisst. Der Weißohr-Laubenvogel frisst darüber hinaus auch andere kleine Vögel. Er wird immer wieder in drei Meter hohen Japannetzen gefangen, die eigentlich zu Beringung und Untersuchung anderer Vogelarten aufgestellt sind, weil er versucht, die dort gefangenen Vögel zu fressen. Ein Fressen von Nestlingen und Eiern anderer Vogelarten ist noch nicht direkt beobachtet worden, ist aber sehr wahrscheinlich.

## Fortpflanzung
Anders als andere Laubenvögel baut der männliche Schwarzohr-Laubenvogel keine Lauben. Sie sind monogame Vögel, wie lange aber die Paarbindung besteht, ist bislang noch nicht untersucht. Bei den nahe verwandten Schwarzohr-Laubenvögeln ist dagegen eine mehrjährige Partnerschaft nachgewiesen. Es ist daher wahrscheinlich, dass dies auch für den Weißohr-Laubenvogel gilt. Sie verteidigen ein Revier, das als Nahrungs- und Brutrevier trägt. Die Verträglichkeit mit Artgenossen außerhalb der Brutzeit weist allerdings darauf hin, dass ein Revier möglicherweise nur während der Brutzeit besetzt wird.

## Weißohr-Laubenvögel und Menschen
Der Weißohr-Langvogel ist bereits zu Beginn des 20. Jahrhunderts in Großbritannien gehalten worden, darunter im Londoner Zoo. Heute zeigen ihn eine ganze Reihe zoologischer Gärten. Er wurde in mehreren Zoos auch erfolgreich nachgezüchtet. Erfolgreiche Züchter sind oder waren der Weltvogelpark Walsrode, die Wilhelma, der Zoo Heidelberg und der Zoo Krefeld in Deutschland, der Chester Zoo in Großbritannien, der Zoologisch-Botanische Garten Hongkong, der San Diego Zoo und der Los Angeles Zoo. Wichtige Erkenntnisse zur Fortpflanzungsbiologie wurden insbesondere im Zoo Krefeld gewonnen.

## Einzelbelege
1. 1 2 3  Handbook of the Birds of the World zum Weißohr-Laubenvogell, aufgerufen am 27. April 2017
2. 1 2  Frith: The Bowerbirds – Ptilonorhynchidae. S. 231.
3. ↑  Frith: The Bowerbirds – Ptilonorhynchidae. S. 229.
4. 1 2  Frith: The Bowerbirds – Ptilonorhynchidae. S. 228.
5. 1 2 3  Frith: The Bowerbirds – Ptilonorhynchidae. S. 230.
6. 1 2 3   Beehler &  Pratt: Birds of New Guinea . S. 275.
7. ↑  Frith: The Bowerbirds – Ptilonorhynchidae. S. 233.